# Górriz
Górriz (Gorritz en euskera y cooficialmente) es una entidad de población española del municipio de Lónguida, perteneciente a la Comunidad Foral de Navarra.

## Historia
El lugar aparece descrito con las siguientes palabras en el segundo tomo de los dedicados a Navarra en la Geografía general del País Vasco-Navarro, obra de Julio Altadill:

Gorriz, frente á Itoiz, en la confluencia del Urrobi y el Irati, zona N. del valle, caserío reducido que deja entre sí una plaza, con caminos á Ezcay é Itoiz, puente, parroquia de la Asunción, fuente de buenas aguas, otras dos fuentes minerales diurético-purgantes, el despoblado de Guitarrabelu, bastante arbolado, soto de pastos, hortalizas muy estimadas y buenas y variadas caza, pesca y producciones.
(Altadill, 1915-1921, pp. 423-424)

El lugar quedó parcialmente sumergido en el embalse de Itoiz. En 2022, tenía empadronado un único habitante.